# 卵頭鱈
卵頭鱈，為輻鰭魚綱鱈形目鼠尾鱈科的其中一種，分布於全球三大洋海域，屬深海底棲性魚類，深度747-4000公尺，體長可達48公分，棲息在大陸坡底層水域，生活習性不明。